# Terme romane (Fondi)
Le terme romane sono site a Fondi (provincia di Latina).

## Gli scavi archeologici delle terme
Gli scavi vennero alla luce nel 1964 durante dei lavori nella chiesa di San Rocco, chiesa distrutta da un bombardamento della II guerra mondiale.
L'edificio sorgeva presso l'incrocio del decumanus maximus (strada principale di Fondi antica) ed un ramo distaccatosi dalla vicina Via Appia.
Fu rimaneggiato in vari periodo dall'età imperiale al V secolo d.C.
Oggi, in queste terme, si può ammirare un mosaico con tessere bianche e nere.
Oltre il mosaico gli scavi (foto) hanno portato alla luce un calidarium ed un tepidarium, ma l'incompletezza delle opere riportate alla luce non permettono di far comprendere se si tratti di terme vere e proprie o di una sauna di una villa extraurbana di epoca imperiale, ma alcuni studi sostengono che gli oggetti riportati alla luce sono di ottima fattura.